# Czesław Kłak (prawnik)
Czesław Paweł Kłak (ur. 30 sierpnia 1981 w Rzeszowie) – polski nauczyciel akademicki, prawnik, prokurator, doktor habilitowany nauk prawnych, profesor i prorektor Kujawsko-Pomorskiej Szkoły Wyższej w Bydgoszczy, członek Trybunału Stanu (2018–2023), od 10 lipca 2019 członek Rady Legislacyjnej przy Prezesie Rady Ministrów XIII kadencji.

## Życiorys
W 2000 ukończył IV Liceum Ogólnokształcące im. Mikołaja Kopernika w Rzeszowie, otrzymując Dyplom Kopernikowski dla najlepszych uczniów. W 2003 ukończył studia prawnicze na Wydziale Prawa i Administracji Uniwersytetu Rzeszowskiego. Na Wydziale Prawa i Administracji Uniwersytetu Marii Curie-Skłodowskiej w Lublinie na podstawie napisanej pod kierunkiem prof. Zbigniewa Sobolewskiego rozprawy Wyrok nakazowy a międzynarodowe standardy ochrony praw człowieka uzyskał w 2005 stopień naukowy doktora nauk prawnych w zakresie prawa, specjalność: prawo karne, postępowanie karne. Na podstawie dorobku naukowego oraz rozprawy pt. Skarga na przewlekłość postępowania karnego a Europejska Konwencja o Ochronie Praw Człowieka i Podstawowych Wolności uzyskał w 2012 na Wydziale Prawa i Administracji Uniwersytetu Jagiellońskiego stopień doktora habilitowanego nauk prawnych w zakresie prawa, specjalność: postępowanie karne.
Był adiunktem na Wydziale Prawa i Administracji Uniwersytetu Rzeszowskiego oraz wykładowcą innych uczelni. Został profesorem nadzwyczajnym i dziekanem Wyższej Szkoły Prawa i Administracji Rzeszowska Szkoła Wyższa z siedzibą w Rzeszowie. Od marca 2019 związany z Kujawsko-Pomorską Szkołą Wyższą w Bydgoszczy, gdzie objął funkcję kierownika Katedry Kryminologii, Kryminalistyki, Bezpieczeństwa Wewnętrznego i Nauk Penitencjarnych. Od 1 maja 2021 prorektor ds. rozwoju i współpracy instytucjonalnej.
Odbył aplikację prokuratorską. W latach 2008–2011 wykonywał zawód prokuratora. 
Jest członkiem Rady Polityki Penitencjarnej przy Ministrze Sprawiedliwości (od 2015), a w 2017 został powołany na wiceprzewodniczącego Zespołu ds. opracowania projektu zmian przepisów prawa karnego wykonawczego. 
Nauczyciel akademicki w Krajowej Szkole Sądownictwa i Prokuratury. W ramach działalności szkoleniowej prowadzi wykłady i zajęcia praktyczne dla sędziów, prokuratorów, aplikantów aplikacji sędziowskiej i prokuratorskiej, korporacji zawodowych (adwokaci, radcowie prawni, notariusze, komornicy i aplikanci komorniczy), aplikantów aplikacji legislacyjnej oraz funkcjonariuszy służb mundurowych. Jest członkiem komisji egzaminacyjnej do spraw aplikacji adwokackiej.
Z dniem 10 lipca 2019 został powołany w skład Rady Legislacyjnej XIII kadencji przy Prezesie Rady Ministrów.
Jest członkiem licznych towarzystw naukowych, m.in. Polskiego Towarzystwa Penitencjarnego, Polskiego Towarzystwa Badań Poligraficznych, Towarzystwa Naukowego Prawa Karnego.
22 marca 2018 z rekomendacji partii Prawo i Sprawiedliwość na miejsce zwolnione przez Jarosława Wyrembaka został wybrany sędzią Trybunału Stanu. W dniu 21 listopada 2019 r. został ponownie wybrany w skład Trybunału Stanu, na kadencję 2019–2023. 20 grudnia 2019 r. Marszałek Sejmu RP wręczyła prof. Czesławowi Kłakowi akt wyboru na sędziego Trybunału Stanu oraz odebrała od niego ślubowanie sędziowskie.
Uzyskał tytuł Osobowość Roku Kujaw i Pomorza 2019 w kategorii Nauka w plebiscycie zorganizowanym przez Express Bydgoski, Gazetę Pomorską oraz Nowości: Dziennik Toruński.
W dniu 18 grudnia 2023 został odwołany decyzją ministra sprawiedliwości Adama Bodnara z funkcji członka Krajowej Rady Prokuratorów.

## Odznaczenia
- Benemerenti – za zasługi na rzecz resocjalizacji skazanych i ochrony praw człowieka (2018)[14]
- Krzyż Kawalerski Orderu Odrodzenia Polski – za wybitne zasługi dla rozwoju nauk prawnych, za osiągnięcia w pracy naukowo-dydaktycznej oraz działalność publiczną (2018)[15][16][17]
- Brązowy Krzyż Zasługi – za zasługi na rzecz rozwoju nauki (2016)[18]
- Brązowy Medal za Długoletnią Służbę (2016)[19]
- Medal Stulecia Odzyskanej Niepodległości (2019)[20]
- Medal Komisji Edukacji Narodowej (2019)[21]
- Srebrny Medal za Zasługi dla Obronności Kraju (2019)[22]
- Złota Odznaka „Za zasługi w pracy penitencjarnej” (2017)[19]
- Srebrny Krzyż Zasługi Niezależnego Samorządnego Związku Zawodowego Funkcjonariuszy i Pracowników Więziennictwa – za zasługi na rzecz Niezależnego Samorządnego Związku Zawodowego Funkcjonariuszy i Pracowników Więziennictwa (2019 r., Zarząd Główny Niezależnego Samorządnego Związku Zawodowego Funkcjonariuszy i Pracowników Więziennictwa)[23]
- Medal „W 100. Rocznicę Powstania Policji Państwowej” (2019)[24]
- Medal „75-lecia Ligi Obrony Kraju” – za zasługi dla Ligi Obrony Kraju (2019)[25]
- Krzyż Niepodległości z Gwiazdą, kl. I – za zasługi patriotyczne i działalność dla NSZZ Policjantów (2019)[26]
- Krzyż Niepodległości, kl. II – za zasługi patriotyczne i działalność dla NSZZ Policjantów (2019)[27]
- Medal „100 lat Służb Sanitarnych w Polsce – za współpracę z Państwową Inspekcją Sanitarną (2019)[28]
- Odznaka „100-lecia polskiego więziennictwa” (2019)[29]
- Medal „Za zasługi dla Podkarpackiej Organizacji Wojewódzkiej Ligi Obrony Kraju” (2018)[30]
- Złota Odznaka Podkarpackiego Związku Piłki Nożnej – za zasługi na rzecz piłkarstwa (2018)[31]
- Medal XXV-lecia Niezależnego Samorządnego Związku Zawodowego Policjantów – za zasługi na rzecz Policjantów (2018)[30]
- Brązowa Odznaka Podkarpackiego Związku Piłki Nożnej – za zasługi na rzecz piłkarstwa (2017)[32]
- Medal Bene Merenti Diecezji Rzeszowskiej – za działalność naukową (2017)[33]
- Order XXV-lecia Niezależnego Samorządnego Związku Zawodowego Funkcjonariuszy i Pracowników Więziennictwa (2015)[34]